# Cal Tibís
Cal Tibís fou una masia del Prat de Llobregat. Es va construir al segle xix. Pertanyia a dos propietaris, un dels quals és desconegut i l'altre fou en Lluís Font i Roc. Per aquest motiu només es va habitar la part esquerra de la masia.
La casa tenia en total 300 m² amb planta baixa, un pis i golfes. Als estables es criava un ramat de 500 ovelles. Els últims en habitar la masia van ser la família de Josep Fernàndez i Farrés i els hereus de Lluís Font. Va ser enderrocada el 1998 per la construcció de la Pota Sud.